# エドゥアルト・ブルンナー

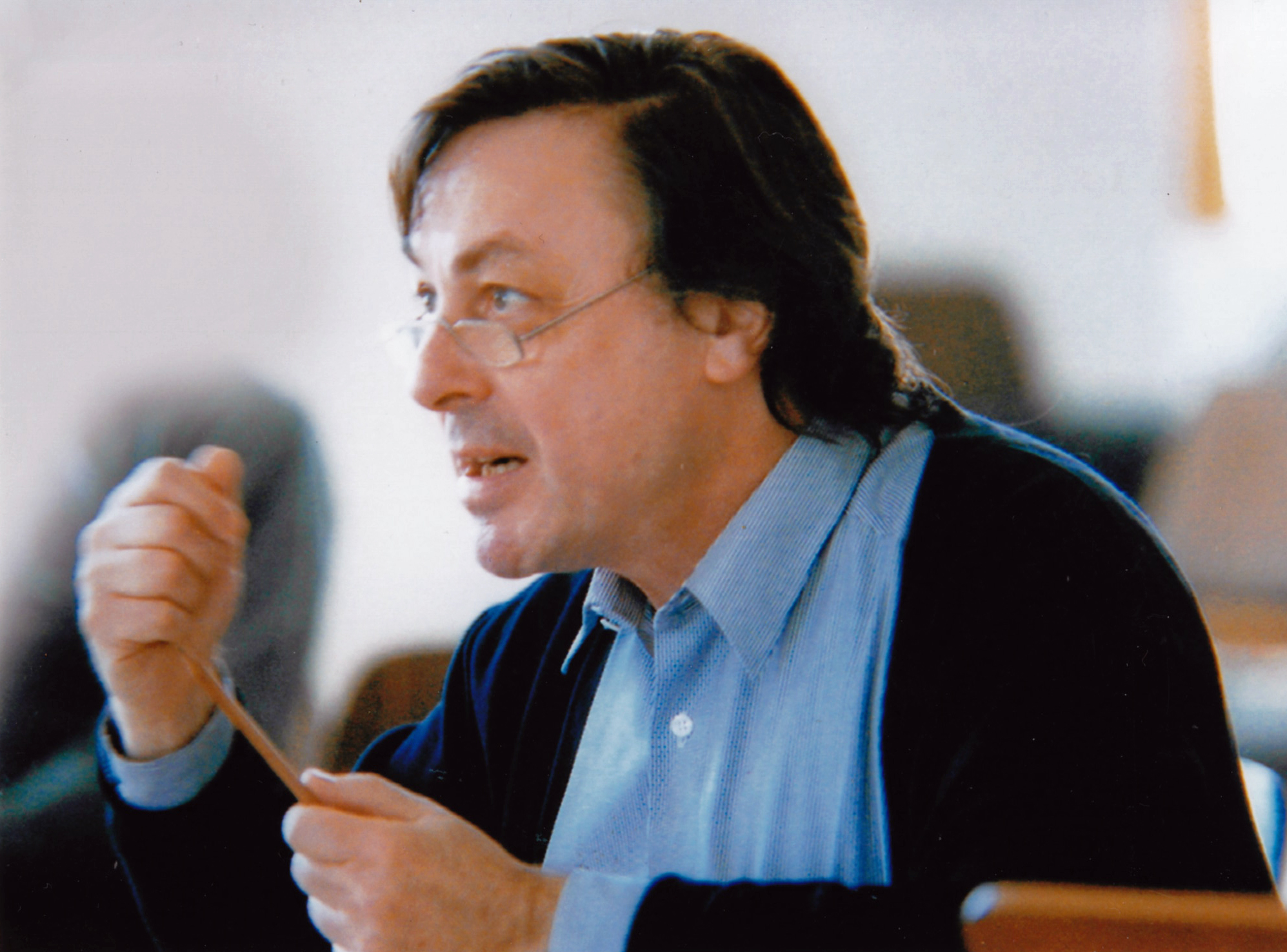
エドゥアルト・ブルンナー

エドゥアルト・ブルンナー（Eduard Brunner, 1939年7月14日 - 2017年4月27日 ）は、スイス生まれのクラリネット奏者。
バーゼルの生まれ。地元の音楽院を経てパリ音楽院でルイ・カユザックに学ぶ。1959年から演奏活動を始め、1963年にバイエルン放送交響楽団の首席クラリネット奏者に就任した。1992年からはザールブリュッケン音楽院のクラリネット科教授に就任している。尹伊桑、ヘルムート・ラッヘンマンや細川俊夫など、同時代の作曲家から多くの作品を献呈されている。